# 法拉利812 Superfast
法拉利812 Superfast（型号 F152M）是意大利跑车制造商法拉利生产的前置后驱，后驱的豪华旅行车，于2017年日内瓦汽车展首次亮相。812 Superfast是F12berlinetta的继任者。

## 规格

### 发动机
6.5升F140 GA V12发动机
812 Superfast配备了6,496 cc（6.5升）F140 GA V12发动机，这是F12berlinetta上使用的6.3升发动机的加大版。它在8,500 rpm时产生800 PS（588 kW；789 hp）的功率输出，在7,000 rpm时产生718 N⋅m（530 lb⋅ft）的扭矩。根据2018年法拉利的说法，812 Superfast的发动机当时是有史以来最强大的自然吸气生产车发动机。它不采用涡轮增压或混合技术。2019年或之前生产的车辆没有安装汽油颗粒过滤器，而2020年或之后生产的车辆现在都安装了排放装置。

### 变速器
812 Superfast的变速器是由Getrag为法拉利制造的7速双离合自动变速箱，基于458上使用的变速箱。

### 车轮
812 Superfast的前后轮为20英寸。轮胎是Pirelli P Zero，前轮胎的规格是275/35 ZR 20，后轮胎的规格是315/35 ZR 20。制动系统是碳陶瓷Brembo Extreme Design盘式刹车，法拉利声称与F12berlinetta相比，其在从100 km/h到0 km/h的制动性能提高了5.8% 。制动系统从LaFerrari借用，前制动器直径为398 mm（15.7英寸），后制动器直径为360 mm（14.2英寸）。

### 空气动力学
这款车采用了主动和被动的空气动力学设计，以改善与F12berlinetta相比的阻力系数值。车辆前部设计以增加下压力为目标，包括前制动冷却的进气口，以及增加底部气流的通道。车辆引擎盖还设置有气流旁通口，将气流引导到车辆侧面，以增加附着力和空气动力效率。812 Superfast的后扰流板具有可在高速情况下打开的主动气动翼，以减少阻力。